# Línea 3 (Interurbanos Lérida)
La línea 3 de la red de autobuses interurbanos de Lérida, une el barrio de Pardiñas con el centro de la ciudad bordeando todo el Centro histórico de Lérida.

## Características
Es una línea circular con un recorrido total que dura unos 36 minutos en dar una vuelta entera.

### Horarios/frecuencias
| Lunes a sábados     |                |
| de 6:40 a 7:40      | cada 30 min    |
| de 7:55 a 20:35     | cada 28 min    |
| de 20:35 a 21:50    | cada 30-40 min |
| Domingos y festivos |                |
| de 8:30 a 22:00     | cada 30 min    |

## Recorrido
Comienza su recorrido en la calle Anastasi Pinós dirección noroeste y gira a la izquierda en la calle Enginyer Cellers cruzando la calle Corregidor escofet y siguiendo recto por Jeroni Pujadas, baja a la derecha por Baró de Maials y gira a la derecha tomando la Avenida de Tortosa y viendo a mano izquierda el palacio de congresos (La Lonja). Cruza por debajo del Puente de Príncipe de Viana y sigue paralelo al Río Segre por la Avenida del Segre para girar a la derecha a la altura de la Plaza de la Paz e izquierda por Rambla de Ferran y Francesc Macià, siguiendo paralelo al río por la Avenida de Madrid pasando por al lado del edificio del Montepío hasta llegar a la Avenida de Cataluña donde gira a la derecha a empalmar con la Rambla de Aragón viendo a mano izquierda la Universidad de Lérida, pasando por Hacienda hasta entrar a la derecha en la Avenida Prat de la Riba cruzándola entera y pasando por encima de las vías soterradas del tren volviendo a entrar en el barrio de Pardiñas girando a la derecha y entrando otra vez en la calle del Corregidor Escofet e izquierda por la calle del Camino de Corbins, Ramón Argiles y derecha para entrar a la Avenida Pearson y derecha otra vez para volver al punto de partida.
| parada               | enlaces                              | otros   |
| -------------------- | ------------------------------------ | ------- |
| PARDINYES            | 18                                   | NL4     |
| JERONI PUJADES       | 18                                   |         |
| BARÓ DE MAIALS       | 18 LP                                |         |
| PONT DE PARDINYES    | LP                                   |         |
| MERCOLLEIDA          |                                      |         |
| NORD                 |                                      |         |
| PLAÇA SANAÜJA        |                                      |         |
| PLAÇA LA PAU         | 2 4 8 9 13                           |         |
| PONT VELL 1          | 2 4 5 6 8 11 11B 14 19 Bus Turístico | NL2 NL4 |
| CAVALLERS 1          | 2 4 5 6 8 14                         |         |
| EST. D´AUTOBUSOS 1   | 1 2 19 4 5 6 8 11 11B 14             |         |
| CATALUNYA 2          | 1 5 6 12 13 17                       |         |
| UNIVERSITAT 1        | 1 5 6 12 13 14 17 Bus Turístico      |         |
| HISENDA 1            | 1 5 6 12 13 17                       |         |
| LLITERA              | 5 6 13                               |         |
| ENSENYANÇA           | 1 4 5 6 12 13                        |         |
| AMBULATORI 1         | 1 4                                  |         |
| RIU ÉSSERA 1         | 1                                    |         |
| JOSEP PLA 1          |                                      |         |
| EOI 1                |                                      |         |
| CORREGIDOR ESCOFET 1 |                                      |         |
| PLAÇA ORVEPARD       |                                      |         |
| ST. PERE CLAVER      |                                      |         |
| PLAÇA DEL RECORRIDO  |                                      |         |
| LA MITJANA           |                                      |         |
| AV PEARSON           |                                      |         |